# 謝教
謝教（1516年—？），字敬敷，直隸常州府武進縣人，民籍，明朝政治人物。

## 生平
嘉靖二十八年（1549年）己酉科應天府鄉試第七十三名舉人。嘉靖二十九年（1550年）中式庚戌科會試第四十六名，三甲第九十六名進士。

## 家族
曾祖謝貴，壽官；祖父謝晟；父謝緯，母浦氏；繼母杜氏。